# Општина Балушени (Ботошани)
Балушени (рум. Băluşeni) општина је у Румунији у округу Ботошани.
Oпштина се налази на надморској висини од 146 m.